# Ptilorrhoa castanonota
Il garrulo splendido dorsocastano (Ptilorrhoa castanonota (Salvadori, 1876) è un uccello passeriforme della famiglia degli Psophodidae.

## Etimologia
Il nome scientifico della specie, castanonota, deriva dall'unione della parola greca καστανον (kastanon, "castagna") con il suffisso anch'esso di origine greca -νωτος (-nōtos, "relativo al dorso"), con il significato di "dal dorso castano", in riferimento alla livrea di questi uccelli: il loro nome comune non pè nient'altro che la traduzione di quello scientifico.

## Descrizione

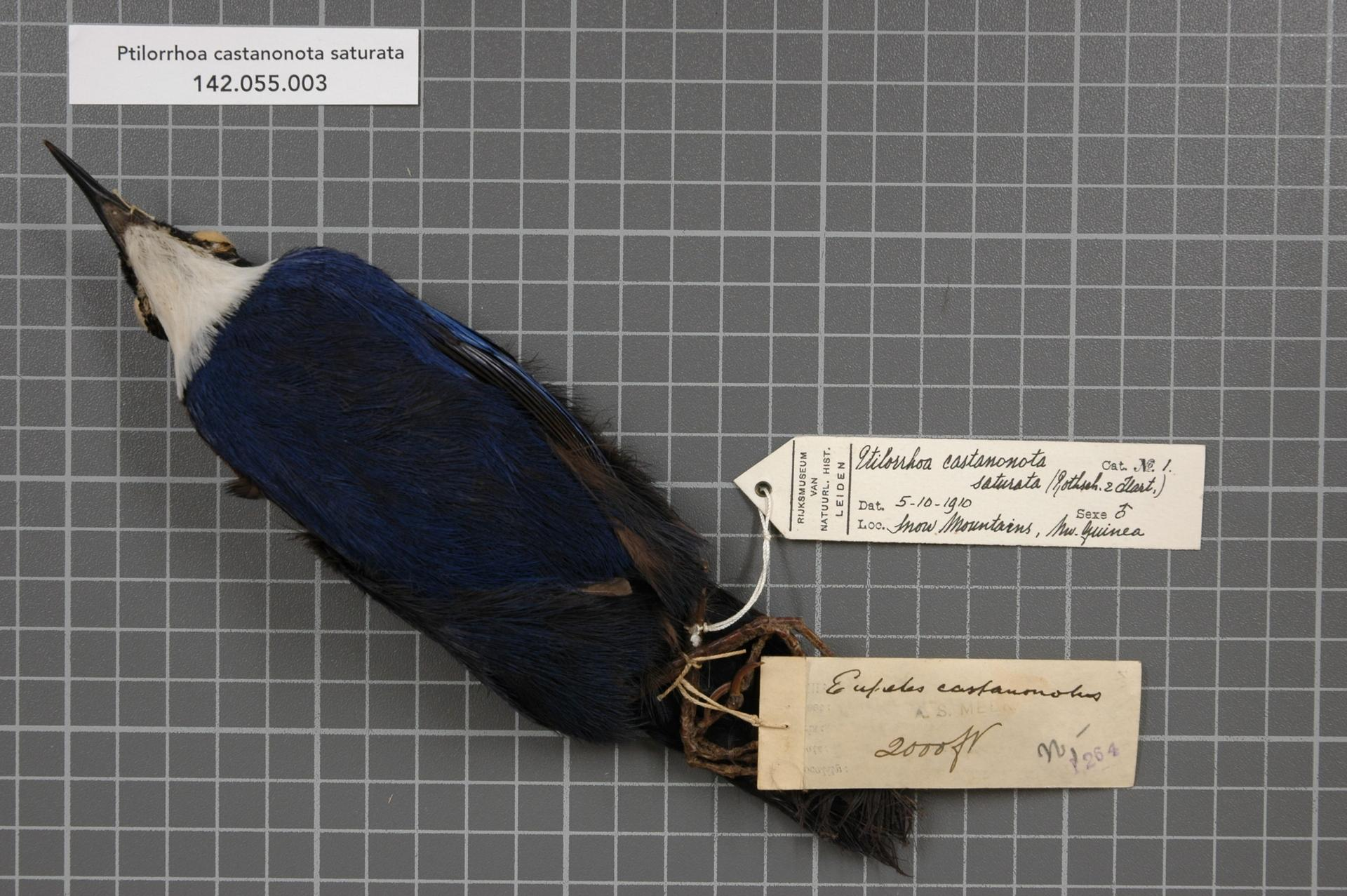
Maschio impagliato.

### Dimensioni
Misura 22–24 cm di lunghezza, per 70-74 g di peso.

### Aspetto
Si tratta di uccelli dall'aspetto robusto e slanciato, dalla testa arrotondata con becco sottile appuntito, ali arrotondate, zampe forti e allungate e coda lunga e dall'estremità arrotondata.
Il piumaggio è bruno su fronte, vertice, nuca, dorso (come intuibile sia dal nome comune che dal nome scientifico), fianchi, ali e coda: queste ultime presentano consistenti sfumature azzurre sugli orli delle penne esterne. Il petto e il ventre sono anch'essi di colore blu-azzurro brillante, mentre gola, guance e parte superiore del petto sono di colore bianco, con orlo sottolineato di nero.
Il becco e le zampe sono di colore nerastro, mentre gli occhi sono di colore giallo ambrato.

## Biologia
Si tratta di uccelli diurni e tendenzialmente solitari, che si muovono con circospezione da soli o al più in coppie nel sottobosco, passando la maggior parte della giornata al suolo alla ricerca di cibo, non volando se non in caso di necessità.
Il richiamo di questi uccelli è fischiato e consiste in una nota lunga e bassa, seguita da tre o quattro note uguali alte ed esplosive.

### Alimentazione
Il garrulo splendido dorsocastano è un uccello essenzialmente insettivoro, che reperisce gli insetti ed i piccoli invertebrati (nonché piccoli vertebrati di quando in quando) sondando il suolo e i detriti con il becco, che viene utilizzato inoltre per spostare le foglie morte ed i sassolini al fine di mettere allo scoperto le prede.

### Riproduzione
Sono stati osservati esemplari in condizione riproduttiva a partire dalla fine di luglio e giovani fra giugno e marzo, il che farebbe pensare ad una stagione riproduttiva legata alla stagione secca ed alle prime fasi di quella delle piogge: nonostante non si conosca altro circa i costumi riproduttivi di questi uccelli, si ritiene che essi non differiscano in maniera significativa dalle specie congeneri.

## Distribuzione e habitat
Il garrulo splendido dorsocastano è endemico della Nuova Guinea, della quale popola un po' tutte le aree pedemontane.
L'habitat di questi uccelli è rappresentato dalla foresta pluviale collinare e montana, primaria o secondaria (ma sempre con abbondante presenza di sottobosco), fra i 300 ed i 1450 m di quota (oltre i quali viene sostituito dal congenere garrulo splendido maculato), anche se localmente si spinge oltre i 1500.

## Tassonomia

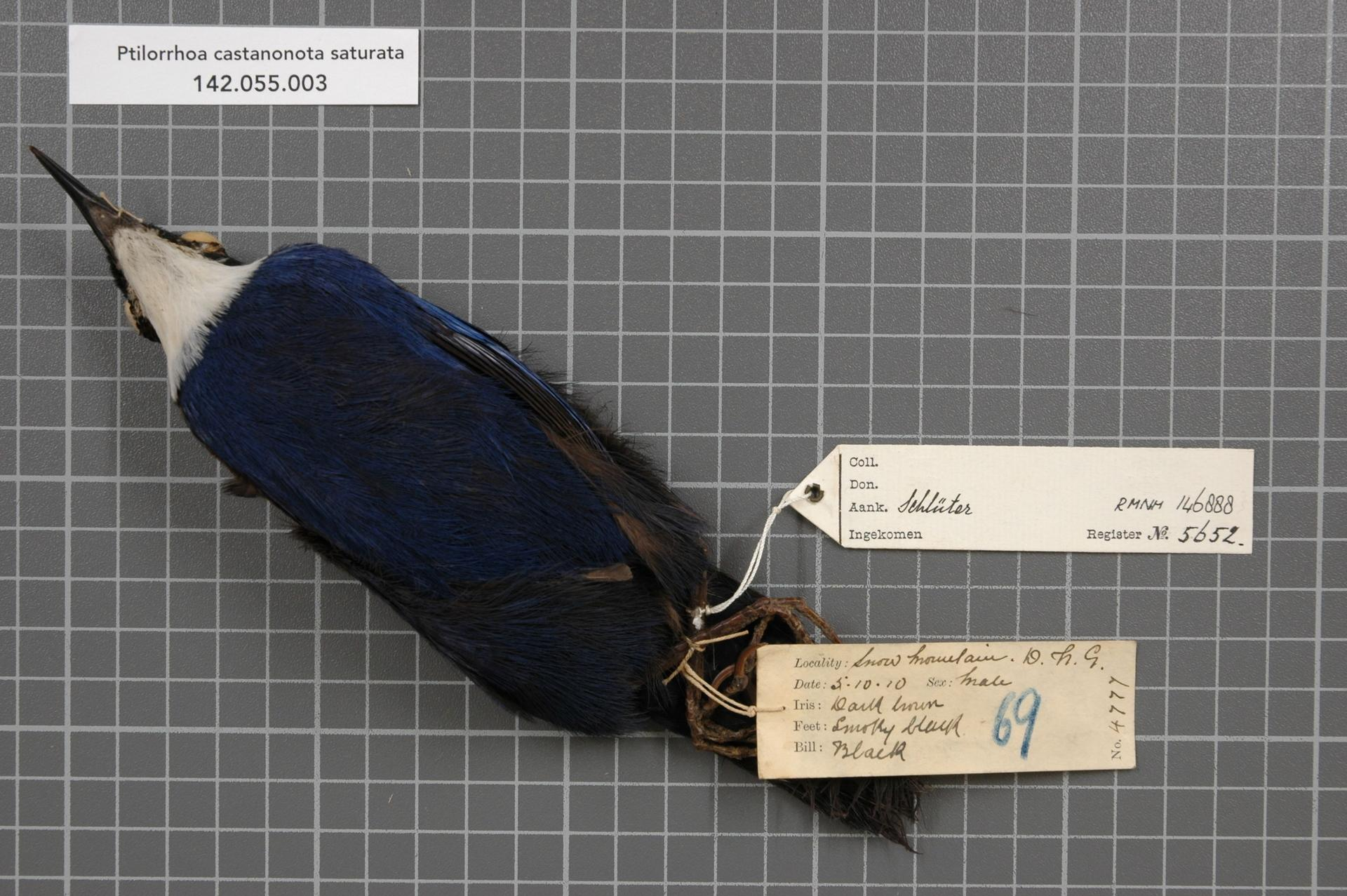
Esemplare impagliato della sottospecie saturata.

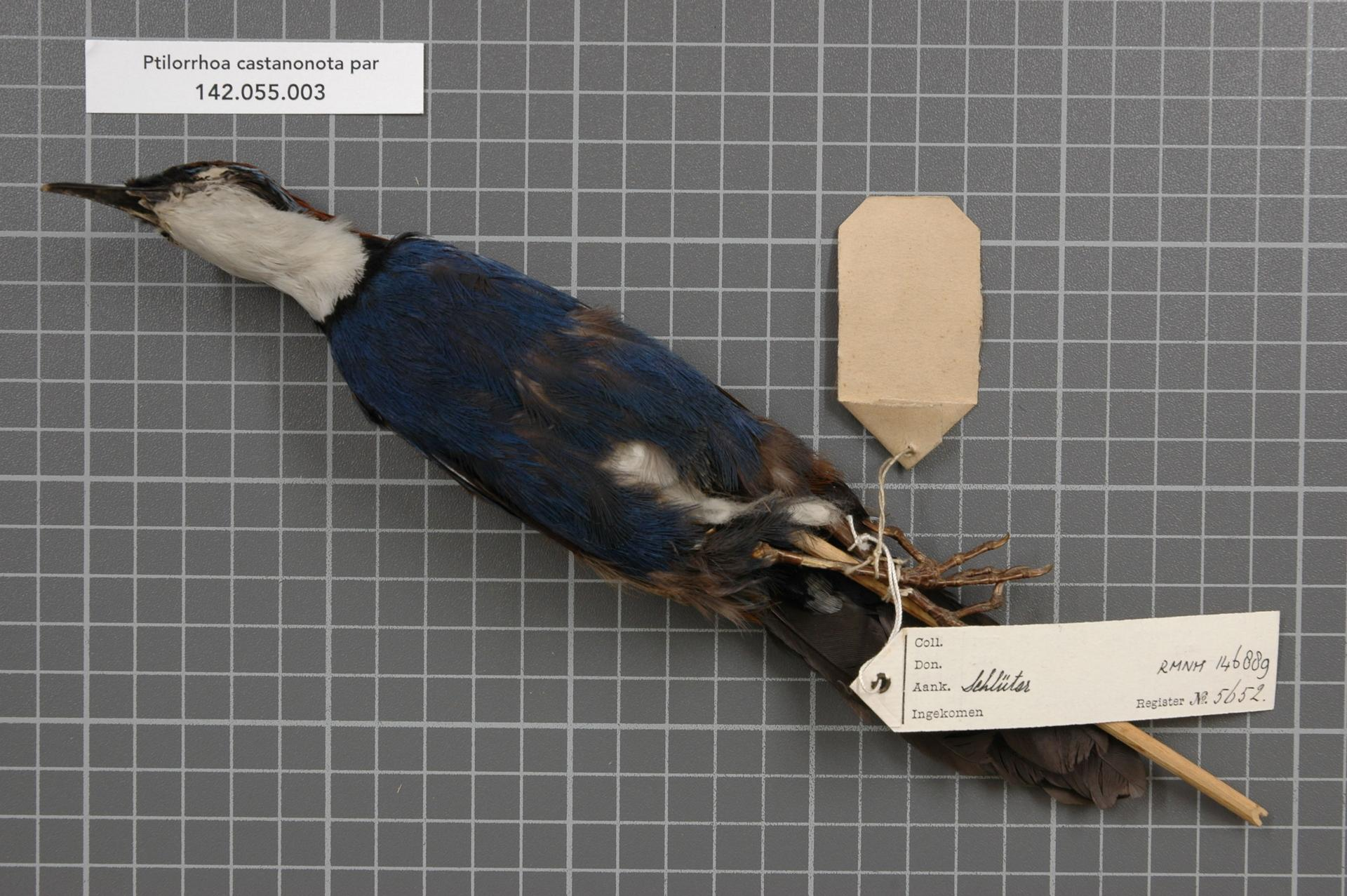
Esemplare impagliato della sottospecie par.

Se ne riconoscono sette sottospecie:
- Ptilorrhoa castanonota castanonota (Salvadori, 1876) - la sottospecie nominale, diffusa nella penisola di Doberai;
- Ptilorrhoa castanonota gilliardi (Greenway, 1966) - endemica dell'isola di Batanta;
- Ptilorrhoa castanonota saturata (Rothschild & Hartert, 1911) - diffusa nella porzione centro-occidentale dei monti Maoke;
- Ptilorrhoa castanonota uropygialis (Rand, 1940) - diffusa lungo la fascia costiera settentrionale;
- Ptilorrhoa castanonota buergersi (Mayr, 1931) - diffusa nella porzione nordorientale dell'isola;
- Ptilorrhoa castanonota par (Meise, 1930) - endemica della penisola di Huon;
- Ptilorrhoa castanonota pulchra (Sharpe, 1882) - diffusa nei monti Owen Stanley;

Lo status tassonomico di alcune popolazioni di recentissima scoperta a Yapen, nella penisola di Bomberai e nelle montagne Foja è ancora da definire.